# Amine Sadiki
Amine Sadiki (en arabe : أمين الصادقي), né le 17 juillet 1986 à Tiflet, est un footballeur marocain évoluant au poste de latéral gauche au IRT Tanger.

## Biographie

### En club
Natif de Tiflet, Amine Sadiki débute le football à l'Ittihad Zemmouri de Khémisset. Lors de la saison 2014-2015, il joue pour la première fois en Botola Pro. Il dispute en total 21 matchs.
Le 8 juin 2015, il signe un contrat de trois ans au Renaissance sportive de Berkane en échange d'une somme de 125.000 euros. Il y dispute 25 matchs en championnat.
Le 23 juin 2017, il signe au Hassania Union Sport d'Agadir, club dans lequel il s'impose en tant qu'élément clé sous entraînements de Miguel Angel Gamondi, M'hamed Fakhir et Mustapha Ouchrif.
En 2019, il atteint la finale de la Coupe du Maroc, après une défaite de 2-1 face au Tihad AS.
Le 26 septembre 2020, Amine Sadiki marque une retournée acrobatique à la 13ème minute face au FUS de Rabat en championnat marocain (victoire, 2-1).
Le 19 octobre 2020, il est éliminé de la Coupe des confédérations après avoir atteint les demi-finales contre le Renaissance sportive de Berkane (défaite, 2-1).
Le 5 mai 2021, il est éliminé en quarts de finales de la Coupe du Maroc, après une défaite de 2-0 contre le Raja de Béni Mellal, club évoluant en D2 marocaine.

## Palmarès
HUS Agadir
- Coupe du Maroc :
  - Finaliste : 2019.